# 佐尔格站
佐爾格站（羅馬化：Zorge）是莫斯科地鐵莫斯科中央環線的車站之一。此站於2016年11月啟用時成為線上第30個車站。
佐爾格位於莫斯科西北部的霍定卡平原地區。站名來自鄰近的街道佐爾格街。該街道以理查·佐爾格命名，他是蘇聯派駐納粹德國和日本的間䜓。
此站可以出站轉乘大環線的中央陸軍運動俱樂部站。

## 外部連結
- mkzd.ru